# Serghei Stanișev

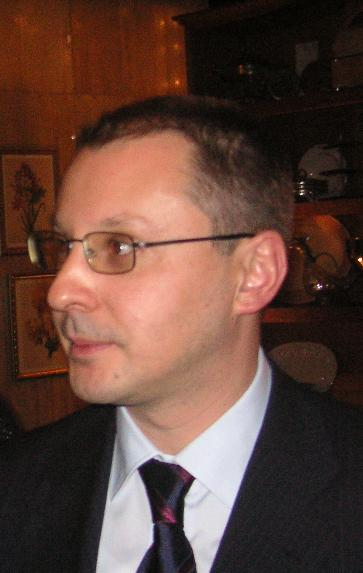
Serghei Stanişev

Serghei Stanișev (bulgară: Сергей Станишев, n. 5 mai 1966, Herson, RSS Ucraineană, URSS), a fost prim-ministru al Bulgariei între 2005 - 2009.